# Аксёнов, Алексей Александрович
Алексе́й Алекса́ндрович Аксёнов (род. 10 декабря 1987) — российский легкоатлет, специалист по бегу на короткие дистанции. Выступал за сборную России по лёгкой атлетике в конце 2000-х — начале 2010-х годов, чемпион Европы в эстафете 4 × 400 метров, победитель и призёр первенств национального значения. Представлял Свердловскую область и Пермский край. Заслуженный мастер спорта России.

## Биография
Алексей Аксёнов родился 10 декабря 1987 года.
Занимался лёгкой атлетикой в Екатеринбурге в спортивном клубе «Луч». Проходил подготовку под руководством тренеров Р. Б. Табабилова, Л. А. Вешкурова, Л. Е. Вашкуровой. Активно выступал на различных легкоатлетических турнирах начиная с 2004 года.
Впервые серьёзно заявил о себе на всероссийском уровне в сезоне 2009 года, когда в составе команды Свердловской области выиграл серебряную медаль в эстафете 4 × 200 метров на зимнем чемпионате России в Москве, с молодёжным рекордом страны 46,27 одержал победу в беге на 400 метров на молодёжном первенстве России, получил серебряную награду в эстафете 4 × 400 метров на летнем чемпионате России в Чебоксарах. Попав в состав российской национальной сборной, отметился выступлением на молодёжном европейском первенстве в Каунасе, где на дистанции 400 метров дошёл до стадии полуфиналов.
В 2010 году победил в эстафете 4 × 200 метров на зимнем чемпионате России в Москве. Благодаря череде удачных выступлений удостоился права защищать честь страны на чемпионате Европы в Барселоне — в программе эстафеты 4 × 400 метров вместе с соотечественниками Максимом Дылдиным, Павлом Тренихиным и Владимиром Красновым превзошёл всех соперников в финале и завоевал золотую медаль. За это выдающееся достижение удостоен почётного звания «Заслуженный мастер спорта России».
Впоследствии оставался действующим спортсменом вплоть до 2013 года, хотя в последнее время уже не показывал сколько-нибудь значимых результатов на международной арене
Женат на российской бегунье Ксении Аксёновой (Усталовой), есть дочь Мария.